# Eredivisie 2016-17
La Eredivisie 2016-17 fue la sexagésima primera edición de la Eredivisie, la primera división de fútbol de los Países Bajos. El PSV Eindhoven era el defensor del título. El Feyenoord se alzó con el título por décima vez en su historia al superar en la última fecha al Heracles Almelo por 3-1. De esa forma le sacó un punto de ventaja a su escolta Ajax.

## Ascensos y descensos
| Pos. | Descendidos de la Eredivisie |
| ---- | ---------------------------- |
| 17.º | De Graafschap                |
| 18.º | SC Cambuur                   |

| Pos. | Ascendidos de la Eerste Divisie 2015-16 |
| ---- | --------------------------------------- |
| 1.º  | Sparta Rotterdam                        |
| 5.º  | Go Ahead Eagles                         |

## Equipos participantes
| Club                | Ciudad     | Entrenador               | Estadio                  | Capacidad |
| ------------------- | ---------- | ------------------------ | ------------------------ | --------- |
| ADO Den Haag        | La Haya    | Željko Petrović          | Kyocera Stadion          | 15.000    |
| Ajax Ámsterdam      | Ámsterdam  | Peter Bosz               | Amsterdam ArenA          | 53.052    |
| AZ Alkmaar          | Alkmaar    | John van den Brom        | AFAS Stadion             | 17.023    |
| Excelsior           | Róterdam   | Mitchell van der Graag   | Stadion Woudestein       | 3.785     |
| Feyenoord Rotterdam | Róterdam   | Giovanni van Bronckhorst | Stadion Feijenoord       | 51.137    |
| Go Ahead Eagles     | Deventer   | Hans de Koning           | Adelaarshorst            | 8.000     |
| Groningen           | Groninga   | Ernest Faber             | Noordlease Stadion       | 22.550    |
| Heerenveen          | Heerenveen | Jurgen Streppel          | Abe Lenstra Stadion      | 26.100    |
| Heracles Almelo     | Almelo     | John Stegeman            | Polman Stadion           | 12.400    |
| NEC Nijmegen        | Nijmegen   | Peter Hyballa            | Stadion de Goffert       | 12.500    |
| PEC Zwolle          | Zwolle     | Ron Jans                 | MAC³PARK Stadion         | 12.500    |
| PSV Eindhoven       | Eindhoven  | Phillip Cocu             | Philips Stadion          | 36.000    |
| Roda JC             | Kerkrade   | Yannis Anastasiou        | Parkstad Limburg Stadion | 19.979    |
| Sparta Rotterdam    | Róterdam   | Alex Pastoor             | Het Kasteel              | 11.026    |
| Twente              | Enschede   | René Hake                | De Grolsch Veste         | 30.205    |
| Utrecht             | Utrecht    | Erik ten Hag             | Stadion Galgenwaard      | 23.750    |
| Vitesse             | Arnhem     | Henk Fraser              | Gelredome                | 25.000    |
| Willem II           | Tilburgo   | Erwin van de Looi        | Willem II Stadion        | 14.637    |

## Clasificación
|  |     | Equipo              | PJ | PG | PE | PP | GF | GC | Dif. | Pts. |
|  | --- | ------------------- | -- | -- | -- | -- | -- | -- | ---- | ---- |
|  | 1.  | Feyenoord (C)       | 34 | 26 | 4  | 4  | 86 | 25 | +61  | 82   |
|  | 2.  | Ajax Ámsterdam      | 34 | 25 | 6  | 3  | 79 | 23 | +56  | 81   |
|  | 3.  | PSV Eindhoven       | 34 | 22 | 10 | 2  | 68 | 23 | +45  | 76   |
|  | 4.  | Utrecht (G)         | 34 | 18 | 8  | 8  | 54 | 38 | +16  | 62   |
|  | 5.  | Vitesse (CC)        | 34 | 15 | 6  | 13 | 51 | 40 | +11  | 51   |
|  | 6.  | AZ Alkmaar          | 34 | 12 | 13 | 9  | 56 | 52 | +4   | 49   |
|  | 7.  | Twente              | 34 | 12 | 9  | 13 | 48 | 50 | -2   | 45   |
|  | 8.  | Groningen           | 34 | 10 | 13 | 11 | 55 | 51 | +4   | 43   |
|  | 9.  | Heerenveen          | 34 | 12 | 7  | 15 | 54 | 53 | +1   | 43   |
|  | 10. | Heracles Almelo     | 34 | 12 | 7  | 15 | 53 | 55 | -2   | 43   |
|  | 11. | ADO Den Haag        | 34 | 11 | 5  | 18 | 37 | 59 | -22  | 38   |
|  | 12. | Excelsior           | 34 | 9  | 10 | 15 | 43 | 60 | -17  | 37   |
|  | 13. | Willem II           | 34 | 9  | 9  | 16 | 29 | 44 | -15  | 36   |
|  | 14. | PEC Zwolle          | 34 | 9  | 8  | 17 | 39 | 67 | -28  | 35   |
|  | 15. | Sparta Rotterdam    | 34 | 9  | 7  | 18 | 42 | 61 | -19  | 34   |
|  | 16. | NEC Nijmegen (D)    | 34 | 9  | 7  | 18 | 32 | 59 | -27  | 34   |
|  | 17. | Roda JC (G)         | 34 | 7  | 12 | 15 | 26 | 51 | -25  | 33   |
|  | 18. | Go Ahead Eagles (D) | 34 | 6  | 5  | 23 | 32 | 73 | -41  | 23   |

Nota:
- El Twente está excluido de cualquier participación en copas europeas debido al descenso administrativo que le impuso la KNVB la temporada anterior por mala administración pero que por apelación logró recuperar su puesto en la división máxima neerlandesa aunque su licencia europea se ha visto afectada por tres temporadas.[2]

|  | Clasificado para la Fase de grupos de la Liga de Campeones 2017-18.                            |
|  | Clasificado para la Tercera ronda previa de la Liga de Campeones 2017-18.                      |
|  | Clasificado para la Fase de grupos de la Liga Europea 2017-18 por ganar la KNVB Beker 2016-17. |
|  | Clasificado para la Tercera ronda previa de la Liga Europea 2017-18.                           |
|  | Play-offs para ingresar a la Segunda ronda previa de la Liga Europea 2017-18.                  |
|  | Play-offs de descenso.                                                                         |
|  | Descendido a la Eerste Divisie 2017-18.                                                        |

| (C) Campeón                                         |
| (CC) Campeón de la Copa de los Países Bajos 2016-17 |
| (D) Descendido                                      |
| (G) Ganador de los play-offs                        |

## Evolución de las posiciones
| Equipo / Jornada | 1  | 2  | 3  | 4  | 5  | 6  | 7  | 8  | 9  | 10 | 11 | 12 | 13 | 14 | 15 | 16 | 17 | 18 | 19 | 20 | 21 | 22 | 23 | 24 | 25 | 26 | 27 | 28 | 29 | 30 | 31 | 32 | 33 | 34 |
| Equipo / Jornada |    |    |    |    |    |    |    |    |    |    |    |    |    |    |    |    |    |    |    |    |    |    |    |    |    |    |    |    |    |    |    |    |    |    |
| ---------------- | -- | -- | -- | -- | -- | -- | -- | -- | -- | -- | -- | -- | -- | -- | -- | -- | -- | -- | -- | -- | -- | -- | -- | -- | -- | -- | -- | -- | -- | -- | -- | -- | -- | -- |
| Feyenoord        | 1  | 1  | 1  | 1  | 1  | 1  | 1  | 1  | 1  | 1  | 1  | 1  | 1  | 1  | 1  | 1  | 1  | 1  | 1  | 1  | 1  | 1  | 1  | 1  | 1  | 1  | 1  | 1  | 1  | 1  | 1  | 1  | 1  | 1  |
| Ajax Ámsterdam   | 4  | 5  | 8  | 4  | 3  | 3  | 2  | 2  | 2  | 2  | 2  | 2  | 2  | 2  | 2  | 2  | 2  | 2  | 2  | 2  | 2  | 2  | 2  | 2  | 2  | 2  | 2  | 2  | 2  | 2  | 2  | 2  | 2  | 2  |
| PSV Eindhoven    | 5  | 4  | 2  | 2  | 2  | 2  | 3  | 3  | 4  | 4  | 3  | 3  | 3  | 3  | 3  | 3  | 3  | 3  | 3  | 3  | 3  | 3  | 3  | 3  | 3  | 3  | 3  | 3  | 3  | 3  | 3  | 3  | 3  | 3  |
| Utrecht          | 14 | 12 | 15 | 15 | 15 | 16 | 13 | 14 | 11 | 8  | 8  | 8  | 7  | 7  | 7  | 6  | 6  | 6  | 6  | 6  | 4  | 5  | 4  | 4  | 4  | 4  | 4  | 4  | 4  | 4  | 4  | 4  | 4  | 4  |
| Vitesse          | 2  | 7  | 4  | 5  | 8  | 6  | 7  | 6  | 6  | 7  | 7  | 9  | 8  | 8  | 8  | 8  | 8  | 7  | 7  | 7  | 6  | 7  | 8  | 7  | 8  | 5  | 7  | 5  | 5  | 5  | 5  | 6  | 6  | 5  |
| AZ Alkmaar       | 7  | 13 | 10 | 6  | 4  | 4  | 5  | 5  | 5  | 6  | 5  | 5  | 5  | 4  | 5  | 5  | 5  | 5  | 5  | 5  | 7  | 4  | 5  | 5  | 5  | 6  | 5  | 6  | 6  | 6  | 6  | 5  | 5  | 6  |
| Twente           | 13 | 16 | 11 | 7  | 10 | 10 | 6  | 7  | 7  | 5  | 6  | 6  | 6  | 6  | 6  | 7  | 7  | 8  | 8  | 8  | 8  | 8  | 6  | 8  | 6  | 7  | 6  | 7  | 7  | 7  | 7  | 7  | 7  | 7  |
| Groningen        | 18 | 18 | 18 | 17 | 17 | 12 | 12 | 15 | 16 | 13 | 16 | 15 | 12 | 10 | 11 | 9  | 10 | 9  | 10 | 9  | 9  | 9  | 10 | 11 | 10 | 11 | 12 | 12 | 10 | 10 | 10 | 10 | 10 | 8  |
| Heerenveen       | 8  | 9  | 13 | 11 | 7  | 5  | 4  | 4  | 3  | 3  | 4  | 4  | 4  | 5  | 4  | 4  | 4  | 4  | 4  | 4  | 5  | 6  | 7  | 6  | 7  | 8  | 8  | 8  | 8  | 8  | 8  | 8  | 8  | 9  |
| Heracles Almelo  | 9  | 6  | 9  | 10 | 11 | 11 | 11 | 13 | 13 | 15 | 15 | 12 | 10 | 11 | 9  | 10 | 9  | 11 | 11 | 12 | 11 | 10 | 9  | 10 | 11 | 10 | 10 | 9  | 9  | 9  | 9  | 9  | 9  | 10 |
| ADO Den Haag     | 3  | 2  | 3  | 3  | 5  | 9  | 10 | 9  | 10 | 10 | 11 | 10 | 11 | 15 | 15 | 15 | 14 | 14 | 15 | 15 | 16 | 18 | 18 | 18 | 18 | 17 | 17 | 16 | 15 | 13 | 12 | 12 | 14 | 11 |
| Excelsior        | 5  | 3  | 5  | 9  | 6  | 8  | 9  | 10 | 9  | 11 | 13 | 16 | 13 | 13 | 12 | 14 | 15 | 15 | 14 | 14 | 15 | 14 | 17 | 17 | 16 | 15 | 15 | 15 | 16 | 14 | 14 | 13 | 11 | 12 |
| Willem II        | 16 | 17 | 12 | 13 | 14 | 13 | 14 | 16 | 15 | 17 | 14 | 17 | 16 | 14 | 13 | 13 | 11 | 12 | 12 | 11 | 12 | 11 | 11 | 9  | 9  | 9  | 9  | 10 | 11 | 11 | 11 | 11 | 12 | 13 |
| PEC Zwolle       | 11 | 15 | 17 | 18 | 18 | 18 | 18 | 17 | 18 | 14 | 10 | 11 | 14 | 16 | 16 | 16 | 16 | 16 | 16 | 16 | 13 | 13 | 13 | 13 | 13 | 13 | 11 | 11 | 12 | 12 | 13 | 14 | 13 | 14 |
| Sparta Rotterdam | 15 | 8  | 6  | 8  | 9  | 7  | 8  | 8  | 8  | 9  | 9  | 7  | 9  | 9  | 10 | 12 | 13 | 13 | 13 | 13 | 14 | 16 | 15 | 14 | 14 | 14 | 13 | 13 | 13 | 15 | 16 | 16 | 16 | 15 |
| NEC Nijmegen     | 10 | 10 | 7  | 12 | 12 | 14 | 15 | 11 | 12 | 12 | 12 | 13 | 15 | 12 | 14 | 11 | 12 | 10 | 9  | 10 | 10 | 12 | 12 | 12 | 12 | 12 | 14 | 14 | 14 | 16 | 17 | 17 | 17 | 16 |
| Roda JC          | 12 | 11 | 14 | 14 | 16 | 17 | 17 | 18 | 17 | 18 | 18 | 18 | 18 | 17 | 17 | 17 | 17 | 17 | 18 | 17 | 17 | 17 | 14 | 15 | 17 | 16 | 16 | 18 | 17 | 17 | 15 | 15 | 15 | 17 |
| Go Ahead Eagles  | 17 | 14 | 16 | 16 | 13 | 15 | 16 | 12 | 14 | 16 | 17 | 14 | 17 | 18 | 18 | 18 | 18 | 18 | 17 | 18 | 18 | 15 | 16 | 16 | 15 | 18 | 18 | 17 | 18 | 18 | 18 | 18 | 18 | 18 |

## Resultados
- Los horarios corresponden al huso horario de los Países Bajos (Hora central europea): UTC+1 en horario estándar y UTC+2 en horario de verano

### Primera vuelta
| NEC Nijmegen     | 1 - 1 | PEC Zwolle      | Goffert Stadion          | 5 de agosto | 20:00 |
| ADO Den Haag     | 3 - 0 | Go Ahead Eagles | Kyocera Stadion          | 6 de agosto | 18:30 |
| Utrecht          | 1 - 2 | PSV Eindhoven   | Galgenwaard Stadion      | 6 de agosto | 19:45 |
| Twente           | 1 - 2 | Excelsior       | De Grolsch Veste         | 6 de agosto | 19:45 |
| Willem II        | 1 - 4 | Vitesse         | Willem II Stadion        | 6 de agosto | 20:45 |
| Groningen        | 0 - 5 | Feyenoord       | Euroborg                 | 7 de agosto | 12:30 |
| AZ Alkmaar       | 2 - 2 | Heerenveen      | AFAS Stadion             | 7 de agosto | 14:30 |
| Sparta Rotterdam | 1 - 3 | Ajax            | Het Kasteel              | 7 de agosto | 14:30 |
| Roda JC          | 1 - 1 | Heracles Almelo | Parkstad Limburg Stadion | 7 de agosto | 16:45 |

| Heerenveen      | 2 - 2 | Utrecht          | Abe Lenstra Stadion | 12 de agosto | 20:00 |
| Excelsior       | 2 - 0 | Groningen        | Woudestein Stadion  | 13 de agosto | 18:30 |
| Ajax            | 2 - 2 | Roda JC          | Amsterdam ArenA     | 13 de agosto | 19:45 |
| Vitesse         | 1 - 2 | ADO Den Haag     | Gelredome           | 13 de agosto | 19:45 |
| PEC Zwolle      | 0 - 3 | Sparta Rotterdam | IJsseldelta Stadion | 13 de agosto | 20:45 |
| Heracles Almelo | 3 - 1 | Willem II        | Polman Stadion      | 14 de agosto | 12:30 |
| Go Ahead Eagles | 2 - 2 | NEC Nijmegen     | Adelaarshorst       | 14 de agosto | 14:30 |
| Feyenoord       | 2 - 0 | Twente           | De Kuip             | 14 de agosto | 14:30 |
| PSV Eindhoven   | 1 - 0 | AZ Alkmaar       | Philips Stadion     | 14 de agosto | 16:45 |

| Excelsior        | 1 - 2 | ADO Den Haag    | Woudestein Stadion       | 19 de agosto | 20:00 |
| Roda JC          | 0 - 1 | Vitesse         | Parkstad Limburg Stadion | 20 de agosto | 18:30 |
| Ajax             | 1 - 2 | Willem II       | Amsterdam ArenA          | 20 de agosto | 19:45 |
| PEC Zwolle       | 0 - 4 | PSV Eindhoven   | IJsseldelta Stadion      | 20 de agosto | 19:45 |
| NEC Nijmegen     | 2 - 1 | Heerenveen      | Goffert Stadion          | 20 de agosto | 20:45 |
| Groningen        | 3 - 4 | Twente          | Euroborg                 | 21 de agosto | 12:30 |
| Sparta Rotterdam | 1 - 0 | Go Ahead Eagles | Het Kasteel              | 21 de agosto | 14:30 |
| Utrecht          | 1 - 2 | AZ Alkmaar      | Galgenwaard Stadion      | 21 de agosto | 14:30 |
| Heracles Almelo  | 0 - 1 | Feyenoord       | Polman Stadion           | 21 de agosto | 16:45 |

| Fecha 4         | Fecha 4   | Fecha 4          | Fecha 4             | Fecha 4      | Fecha 4 | Fecha 4 |
| Local           | Resultado | Visitante        | Estadio             | Fecha        | Hora    |         |
| --------------- | --------- | ---------------- | ------------------- | ------------ | ------- | ------- |
| Vitesse         | 1 - 1     | Utrecht          | Gelredome           | 26 de agosto | 20:00   |         |
| Willem II       | 0 - 0     | Roda JC          | Willem II Stadion   | 27 de agosto | 18:30   |         |
| Feyenoord       | 4 - 1     | Excelsior        | De Kuip             | 27 de agosto | 19:45   |         |
| Heerenveen      | 1 - 0     | PEC Zwolle       | Abe Lenstra Stadion | 27 de agosto | 19:45   |         |
| Twente          | 3 - 1     | Sparta Rotterdam | De Grolsch Veste    | 27 de agosto | 20:45   |         |
| PSV Eindhoven   | 0 - 0     | Groningen        | Philips Stadion     | 28 de agosto | 12:30   |         |
| ADO Den Haag    | 1 - 1     | Heracles Almelo  | Kyocera Stadion     | 28 de agosto | 14:30   |         |
| Go Ahead Eagles | 0 - 3     | Ajax             | Adelaarshorst       | 28 de agosto | 14:30   |         |
| AZ Alkmaar      | 2 - 0     | NEC Nijmegen     | AFAS Stadion        | 28 de agosto | 16:45   |         |

| Fecha 5         | Fecha 5   | Fecha 5          | Fecha 5             | Fecha 5          | Fecha 5 | Fecha 5 |
| Local           | Resultado | Visitante        | Estadio             | Fecha            | Hora    |         |
| --------------- | --------- | ---------------- | ------------------- | ---------------- | ------- | ------- |
| AZ Alkmaar      | 2 - 0     | Willem II        | AFAS Stadion        | 10 de septiembre | 18:30   |         |
| PEC Zwolle      | 1 - 1     | Utrecht          | IJsseldelta Stadion | 10 de septiembre | 18:30   |         |
| NEC Nijmegen    | 0 - 4     | PSV Eindhoven    | Goffert Stadion     | 10 de septiembre | 19:45   |         |
| Excelsior       | 3 - 1     | Heracles Almelo  | Woudestein Stadion  | 10 de septiembre | 20:45   |         |
| Heerenveen      | 3 - 1     | Twente           | Abe Lenstra Stadion | 10 de septiembre | 20:45   |         |
| Feyenoord       | 3 - 1     | ADO Den Haag     | De Kuip             | 11 de septiembre | 12:30   |         |
| Go Ahead Eagles | 2 - 0     | Roda JC          | Adelaarshorst       | 11 de septiembre | 14:30   |         |
| Groningen       | 1 - 1     | Sparta Rotterdam | Euroborg            | 11 de septiembre | 14:30   |         |
| Ajax            | 1 - 0     | Vitesse          | Amsterdam ArenA     | 11 de septiembre | 16:45   |         |

| Fecha 6          | Fecha 6   | Fecha 6         | Fecha 6                  | Fecha 6          | Fecha 6 | Fecha 6 |
| Local            | Resultado | Visitante       | Estadio                  | Fecha            | Hora    |         |
| ---------------- | --------- | --------------- | ------------------------ | ---------------- | ------- | ------- |
| Utrecht          | 1 - 5     | Groningen       | Galgenwaard Stadion      | 16 de septiembre | 20:00   |         |
| Twente           | 4 - 1     | ADO Den Haag    | De Grolsch Veste         | 17 de septiembre | 18:30   |         |
| Vitesse          | 2 - 0     | Go Ahead Eagles | Gelredome                | 17 de septiembre | 19:45   |         |
| Roda JC          | 0 - 3     | Heerenveen      | Parkstad Limburg Stadion | 17 de septiembre | 19:45   |         |
| Willem II        | 1 - 1     | Excelsior       | Willem II Stadion        | 17 de septiembre | 20:45   |         |
| Sparta Rotterdam | 2 - 0     | NEC Nijmegen    | Het Kasteel              | 18 de septiembre | 12:30   |         |
| PSV Eindhoven    | 0 - 1     | Feyenoord       | Philips Stadion          | 18 de septiembre | 14:30   |         |
| PEC Zwolle       | 0 - 2     | AZ Alkmaar      | IJsseldelta Stadion      | 18 de septiembre | 14:30   |         |
| Heracles Almelo  | 0 - 2     | Ajax            | Polman Stadion           | 18 de septiembre | 16:45   |         |

| Fecha 7      | Fecha 7   | Fecha 7          | Fecha 7             | Fecha 7          | Fecha 7 | Fecha 7 |
| Local        | Resultado | Visitante        | Estadio             | Fecha            | Hora    |         |
| ------------ | --------- | ---------------- | ------------------- | ---------------- | ------- | ------- |
| Groningen    | 0 - 0     | Heracles Almelo  | Euroborg            | 24 de septiembre | 18:30   |         |
| ADO Den Haag | 0 - 3     | Heerenveen       | Kyocera Stadion     | 24 de septiembre | 18:30   |         |
| Ajax         | 5 - 1     | PEC Zwolle       | Amsterdam ArenA     | 24 de septiembre | 19:45   |         |
| Excelsior    | 1 - 3     | PSV Eindhoven    | Woudestein Stadion  | 24 de septiembre | 20:45   |         |
| AZ Alkmaar   | 2 - 2     | Go Ahead Eagles  | AFAS Stadion        | 24 de septiembre | 20:45   |         |
| NEC Nijmegen | 0 - 0     | Willem II        | Goffert Stadion     | 25 de septiembre | 12:30   |         |
| Twente       | 2 - 1     | Vitesse          | De Grolsch Veste    | 25 de septiembre | 14:30   |         |
| Utrecht      | 2 - 0     | Sparta Rotterdam | Galgenwaard Stadion | 25 de septiembre | 14:30   |         |
| Feyenoord    | 5 - 0     | Roda JC          | De Kuip             | 25 de septiembre | 16:45   |         |

| Fecha 8          | Fecha 8   | Fecha 8       | Fecha 8                  | Fecha 8          | Fecha 8 | Fecha 8 |
| Local            | Resultado | Visitante     | Estadio                  | Fecha            | Hora    |         |
| ---------------- | --------- | ------------- | ------------------------ | ---------------- | ------- | ------- |
| PEC Zwolle       | 2 - 1     | ADO Den Haag  | IJsseldelta Stadion      | 30 de septiembre | 20:00   |         |
| Vitesse          | 2 - 1     | Groningen     | Gelredome                | 1 de octubre     | 18:30   |         |
| Heerenveen       | 1 - 1     | PSV Eindhoven | Abe Lenstra Stadion      | 1 de octubre     | 19:45   |         |
| Roda JC          | 0 - 1     | NEC Nijmegen  | Parkstad Limburg Stadion | 1 de octubre     | 19:45   |         |
| Go Ahead Eagles  | 3 - 0     | Excelsior     | Adelaarshorst            | 1 de octubre     | 20:45   |         |
| Ajax             | 3 - 2     | Utrecht       | Amsterdam ArenA          | 2 de octubre     | 12:30   |         |
| Willem II        | 0 - 2     | Feyenoord     | Willem II Stadion        | 2 de octubre     | 14:30   |         |
| Heracles Almelo  | 1 - 1     | Twente        | Polman Stadion           | 2 de octubre     | 14:30   |         |
| Sparta Rotterdam | 1 - 1     | AZ Alkmaar    | Het Kasteel              | 2 de octubre     | 16:45   |         |

| Fecha 9          | Fecha 9   | Fecha 9         | Fecha 9             | Fecha 9       | Fecha 9 | Fecha 9 |
| Local            | Resultado | Visitante       | Estadio             | Fecha         | Hora    |         |
| ---------------- | --------- | --------------- | ------------------- | ------------- | ------- | ------- |
| Utrecht          | 3 - 0     | Go Ahead Eagles | Galgenwaard Stadion | 15 de octubre | :18:30  |         |
| Sparta Rotterdam | 2 - 2     | Willem II       | Het Kasteel         | 15 de octubre | :18:30  |         |
| PSV Eindhoven    | 1 - 1     | Heracles Almelo | Philips Stadion     | 15 de octubre | 19:45   |         |
| AZ Alkmaar       | 2 - 2     | Vitesse         | AFAS Stadion        | 15 de octubre | 20:45   |         |
| Groningen        | 0 - 3     | Heerenveen      | Euroborg            | 15 de octubre | 20:45   |         |
| Twente           | 2 - 2     | PEC Zwolle      | De Grolsch Veste    | 16 de octubre | 12:30   |         |
| NEC Nijmegen     | 1 - 2     | Feyenoord       | Goffert Stadion     | 16 de octubre | 14:30   |         |
| Excelsior        | 0 - 1     | Roda JC         | Woudestein Stadion  | 16 de octubre | 14:30   |         |
| ADO Den Haag     | 0 - 2     | Ajax            | Kyocera Stadion     | 16 de octubre | 16:45   |         |

| Fecha 10        | Fecha 10  | Fecha 10         | Fecha 10                 | Fecha 10      | Fecha 10 | Fecha 10 |
| Local           | Resultado | Visitante        | Estadio                  | Fecha         | Hora     |          |
| --------------- | --------- | ---------------- | ------------------------ | ------------- | -------- | -------- |
| Excelsior       | 0 - 2     | PEC Zwolle       | Woudestein Stadion       | 21 de octubre | 20:00    |          |
| Go Ahead Eagles | 0 - 2     | Twente           | Adelaarshorst            | 22 de octubre | 18:30    |          |
| PSV Eindhoven   | 1 - 0     | Sparta Rotterdam | Philips Stadion          | 22 de octubre | 19:45    |          |
| Roda JC         | 1 - 1     | ADO Den Haag     | Parkstad Limburg Stadion | 22 de octubre | 19:45    |          |
| Willem II       | 0 - 1     | Utrecht          | Willem II Stadion        | 22 de octubre | 20:45    |          |
| NEC Nijmegen    | 1 - 1     | Vitesse          | Goffert Stadion          | 23 de octubre | 12:30    |          |
| Feyenoord       | 1 - 1     | Ajax             | De Kuip                  | 23 de octubre | 14:30    |          |
| Groningen       | 2 - 0     | AZ Alkmaar       | Euroborg                 | 23 de octubre | 14:30    |          |
| Heerenveen      | 3 - 1     | Heracles Almelo  | Abe Lenstra Stadion      | 23 de octubre | 16:45    |          |

| Fecha 11        | Fecha 11  | Fecha 11         | Fecha 11            | Fecha 11      | Fecha 11 | Fecha 11 |
| Local           | Resultado | Visitante        | Estadio             | Fecha         | Hora     |          |
| --------------- | --------- | ---------------- | ------------------- | ------------- | -------- | -------- |
| Twente          | 0 - 0     | Roda JC          | De Grolsch Veste    | 28 de octubre | 20:00    |          |
| Willem II       | 2 - 1     | Groningen        | Willem II Stadion   | 29 de octubre | 18:30    |          |
| Vitesse         | 0 - 2     | PSV Eindhoven    | Gelredome           | 29 de octubre | 19:45    |          |
| Heracles Almelo | 2 - 2     | Sparta Rotterdam | Polman Stadion      | 29 de octubre | 19:45    |          |
| Ajax            | 1 - 0     | Excelsior        | Amsterdam ArenA     | 29 de octubre | 20:45    |          |
| PEC Zwolle      | 3 - 1     | Go Ahead Eagles  | IJsseldelta Stadion | 30 de octubre | 12:30    |          |
| Feyenoord       | 2 - 2     | Heerenveen       | De Kuip             | 30 de octubre | 14:30    |          |
| Utrecht         | 1 - 1     | NEC Nijmegen     | Galgenwaard Stadion | 30 de octubre | 14:30    |          |
| ADO Den Haag    | 0 - 1     | AZ Alkmaar       | Kyocera Stadion     | 30 de octubre | 16:45    |          |

| Fecha 12         | Fecha 12  | Fecha 12        | Fecha 12            | Fecha 12       | Fecha 12 | Fecha 12 |
| Local            | Resultado | Visitante       | Estadio             | Fecha          | Hora     |          |
| ---------------- | --------- | --------------- | ------------------- | -------------- | -------- | -------- |
| Sparta Rotterdam | 3 - 1     | Heerenveen      | Het Kasteel         | 4 de noviembre | 20:00    |          |
| ADO Den Haag     | 1 - 0     | Willem II       | Kyocera Stadion     | 5 de noviembre | 18:30    |          |
| PSV Eindhoven    | 1 - 1     | Twente          | Philips Stadion     | 5 de noviembre | 19:45    |          |
| NEC Nijmegen     | 1 - 1     | Groningen       | Goffert Stadion     | 5 de noviembre | 19:45    |          |
| PEC Zwolle       | 0 - 0     | Roda JC         | IJsseldelta Stadion | 5 de noviembre | 20:45    |          |
| Utrecht          | 2 - 1     | Excelsior       | Galgenwaard Stadion | 6 de noviembre | 12:30    |          |
| AZ Alkmaar       | 2 - 2     | Ajax            | AFAS Stadion        | 6 de noviembre | 14:30    |          |
| Vitesse          | 1 - 2     | Heracles Almelo | Gelredome           | 6 de noviembre | 14:30    |          |
| Go Ahead Eagles  | 1 - 0     | Feyenoord       | Adelaarshorst       | 6 de noviembre | 16:45    |          |

| Fecha 13        | Fecha 13  | Fecha 13         | Fecha 13                 | Fecha 13        | Fecha 13 | Fecha 13 |
| Local           | Resultado | Visitante        | Estadio                  | Fecha           | Hora     |          |
| --------------- | --------- | ---------------- | ------------------------ | --------------- | -------- | -------- |
| Heerenveen      | 1 - 1     | Vitesse          | Abe Lenstra Stadion      | 19 de noviembre | 18:30    |          |
| Heracles Almelo | 2 - 1     | Go Ahead Eagles  | Polman Stadion           | 19 de noviembre | 18:30    |          |
| Willem II       | 0 - 0     | PSV Eindhoven    | Willem II Stadion        | 19 de noviembre | 19:45    |          |
| Excelsior       | 3 - 2     | Sparta Rotterdam | Woudestein Stadion       | 19 de noviembre | 20:45    |          |
| Groningen       | 2 - 1     | ADO Den Haag     | Euroborg                 | 19 de noviembre | 20:45    |          |
| Roda JC         | 1 - 1     | AZ Alkmaar       | Parkstad Limburg Stadion | 20 de noviembre | 12:30    |          |
| Ajax            | 5 - 0     | NEC Nijmegen     | Amsterdam ArenA          | 20 de noviembre | 14:30    |          |
| Twente          | 1 - 1     | Utrecht          | De Grolsch Veste         | 20 de noviembre | 14:30    |          |
| Feyenoord       | 3 - 0     | PEC Zwolle       | De Kuip                  | 20 de noviembre | 16:45    |          |

| Fecha 14         | Fecha 14  | Fecha 14        | Fecha 14            | Fecha 14        | Fecha 14 | Fecha 14 |
| Local            | Resultado | Visitante       | Estadio             | Fecha           | Hora     |          |
| ---------------- | --------- | --------------- | ------------------- | --------------- | -------- | -------- |
| Go Ahead Eagles  | 0 - 1     | Willem II       | Adelaarshorst       | 25 de noviembre | 20:00    |          |
| Vitesse          | 2 - 2     | Excelsior       | Gelredome           | 26 de noviembre | 18:30    |          |
| PSV Eindhoven    | 3 - 1     | ADO Den Haag    | Philips Stadion     | 26 de noviembre | 19:45    |          |
| PEC Zwolle       | 0 - 4     | Groningen       | IJsseldelta Stadion | 26 de noviembre | 19:45    |          |
| NEC Nijmegen     | 3 - 2     | Twente          | Goffert Stadion     | 26 de noviembre | 20:45    |          |
| Sparta Rotterdam | 2 - 2     | Roda JC         | Het Kasteel         | 27 de noviembre | 12:30    |          |
| Heerenveen       | 0 - 1     | Ajax            | Abe Lenstra Stadion | 27 de noviembre | 14:30    |          |
| AZ Alkmaar       | 5 - 1     | Heracles Almelo | AFAS Stadion        | 27 de noviembre | 14:30    |          |
| Utrecht          | 3 - 3     | Feyenoord       | Galgenwaard Stadion | 27 de noviembre | 16:45    |          |

| Fecha 15        | Fecha 15  | Fecha 15         | Fecha 15                 | Fecha 15       | Fecha 15 | Fecha 15 |
| Local           | Resultado | Visitante        | Estadio                  | Fecha          | Hora     |          |
| --------------- | --------- | ---------------- | ------------------------ | -------------- | -------- | -------- |
| Heracles Almelo | 2 - 0     | NEC Nijmegen     | Polman Stadion           | 2 de diciembre | 20:00    |          |
| Go Ahead Eagles | 1 - 3     | Heerenveen       | Adelaarshorst            | 3 de diciembre | 18:30    |          |
| Roda JC         | 0 - 0     | PSV Eindhoven    | Parkstad Limburg Stadion | 3 de diciembre | 19:45    |          |
| Excelsior       | 3 - 3     | AZ Alkmaar       | Woudestein Stadion       | 3 de diciembre | 19:45    |          |
| Vitesse         | 3 - 1     | PEC Zwolle       | Gelredome                | 3 de diciembre | 20:45    |          |
| ADO Den Haag    | 0 - 2     | Utrecht          | Kyocera Stadion          | 4 de diciembre | 12:30    |          |
| Feyenoord       | 6 - 1     | Sparta Rotterdam | De Kuip                  | 4 de diciembre | 14:30    |          |
| Willem II       | 0 - 0     | Twente           | Willem II Stadion        | 4 de diciembre | 14:30    |          |
| Ajax            | 2 - 0     | Groningen        | Amsterdam ArenA          | 4 de diciembre | 16:45    |          |

| Fecha 16         | Fecha 16  | Fecha 16        | Fecha 16            | Fecha 16        | Fecha 16 | Fecha 16 |
| Local            | Resultado | Visitante       | Estadio             | Fecha           | Hora     |          |
| ---------------- | --------- | --------------- | ------------------- | --------------- | -------- | -------- |
| Groningen        | 2 - 0     | Roda JC         | Euroborg            | 9 de diciembre  | 20:00    |          |
| NEC Nijmegen     | 3 - 0     | ADO Den Haag    | Goffert Stadion     | 10 de diciembre | 18:30    |          |
| PSV Eindhoven    | 1 - 0     | Go Ahead Eagles | Philips Stadion     | 10 de diciembre | 19:45    |          |
| Heerenveen       | 2 - 1     | Excelsior       | Abe Lenstra Stadion | 10 de diciembre | 19:45    |          |
| PEC Zwolle       | 0 - 0     | Willem II       | IJsseldelta Stadion | 10 de diciembre | 20:45    |          |
| Sparta Rotterdam | 0 - 1     | Vitesse         | Het Kasteel         | 11 de diciembre | 12:30    |          |
| AZ Alkmaar       | 0 - 4     | Feyenoord       | AFAS Stadion        | 11 de diciembre | 14:30    |          |
| Utrecht          | 2 - 0     | Heracles Almelo | Galgenwaard Stadion | 11 de diciembre | 14:30    |          |
| Twente           | 1 - 0     | Ajax            | De Grolsch Veste    | 11 de diciembre | 16:45    |          |

| Fecha 17        | Fecha 17  | Fecha 17         | Fecha 17                 | Fecha 17        | Fecha 17 | Fecha 17 |
| Local           | Resultado | Visitante        | Estadio                  | Fecha           | Hora     |          |
| --------------- | --------- | ---------------- | ------------------------ | --------------- | -------- | -------- |
| Willem II       | 2 - 1     | Heerenveen       | Willem II Stadion        | 16 de diciembre | 20:00    |          |
| Roda JC         | 0 - 0     | Utrecht          | Parkstad Limburg Stadion | 17 de diciembre | 18:30    |          |
| Feyenoord       | 3 - 1     | Vitesse          | De Kuip                  | 17 de diciembre | 19:45    |          |
| Twente          | 1 - 2     | AZ Alkmaar       | De Grolsch Veste         | 17 de diciembre | 20:45    |          |
| Excelsior       | 2 - 2     | NEC Nijmegen     | Woudestein Stadion       | 18 de diciembre | 12:30    |          |
| ADO Den Haag    | 1 - 0     | Sparta Rotterdam | Kyocera Stadion          | 18 de diciembre | 14:30    |          |
| Heracles Almelo | 3 - 0     | PEC Zwolle       | Polman Stadion           | 18 de diciembre | 14:30    |          |
| Groningen       | 1 - 1     | Go Ahead Eagles  | Euroborg                 | 18 de diciembre | 14:30    |          |
| Ajax            | 1 - 1     | PSV Eindhoven    | Amsterdam ArenA          | 18 de diciembre | 16:45    |          |

### Segunda vuelta
| Fecha 18         | Fecha 18  | Fecha 18     | Fecha 18                 | Fecha 18    | Fecha 18 | Fecha 18 |
| Local            | Resultado | Visitante    | Estadio                  | Fecha       | Hora     |          |
| ---------------- | --------- | ------------ | ------------------------ | ----------- | -------- | -------- |
| Go Ahead Eagles  | 1 - 3     | AZ Alkmaar   | Adelaarshorst            | 13 de enero | 20:00    |          |
| Heerenveen       | 2 - 0     | ADO Den Haag | Lenstra Stadion          | 14 de enero | 18:30    |          |
| PSV Eindhoven'   | 2 - 0     | Excelsior    | Philips Stadion          | 14 de enero | 19:45    |          |
| Heracles Almelo  | 1 - 4     | Groningen    | Polman Stadions          | 14 de enero | 19:45    |          |
| Sparta Rotterdam | 1 - 2     | Utrecht      | Het Kasteel              | 14 de enero | 20:45    |          |
| Roda JC          | 0 - 2     | Feyenoord    | Parkstad Limburg Stadion | 14 de enero | 12:30    |          |
| PEC Zwolle       | 1 - 3     | Ajax         | IJsseldelta Stadion      | 14 de enero | 14:30    |          |
| Vitesse          | 3 - 1     | Twente       | Gelredome                | 14 de enero | 14:30    |          |
| Willem II        | 0 - 1     | NEC Nijmegen | Willem II Stadion        | 14 de enero | 16:45    |          |

| Fecha 19      | Fecha 19  | Fecha 19         | Fecha 19            | Fecha 19    | Fecha 19 | Fecha 19 |
| Local         | Resultado | Visitante        | Estadio             | Fecha       | Hora     |          |
| ------------- | --------- | ---------------- | ------------------- | ----------- | -------- | -------- |
| Twente        | 1 - 0     | Heracles Almelo  | De Grolsch Veste    | 20 de enero | 20:00    |          |
| AZ Alkmaar    | 1 - 1     | Sparta Rotterdam | AFAS Stadion        | 21 de enero | 18:30    |          |
| Feyenoord     | 1 - 0     | Willem II        | De Kuip             | 21 de enero | 19:45    |          |
| ADO Den Haag  | 1 - 2     | PEC Zwolle       | Kyocera Stadion     | 21 de enero | 19:45    |          |
| Groningen     | 1 - 1     | Vitesse          | Euroborg            | 21 de enero | 20:45    |          |
| Utrecht       | 0 - 1     | Ajax             | Galgenwaard Stadion | 22 de enero | 12:30    |          |
| NEC Nijmegen  | 2 - 0     | Roda JC          | Goffert Stadion     | 22 de enero | 14:30    |          |
| Excelsior     | 1 - 1     | Go Ahead Eagles  | Woudestein Stadion  | 22 de enero | 14:30    |          |
| PSV Eindhoven | 4 - 3     | Heerenveen       | Philips Stadion     | 22 de enero | 16:45    |          |

| Fecha 20        | Fecha 20  | Fecha 20         | Fecha 20                 | Fecha 20    | Fecha 20 | Fecha 20 |
| Local           | Resultado | Visitante        | Estadio                  | Fecha       | Hora     |          |
| --------------- | --------- | ---------------- | ------------------------ | ----------- | -------- | -------- |
| Willem II       | 3 - 2     | Sparta Rotterdam | Willem II Stadion        | 27 de enero | 20:00    |          |
| Go Ahead Eagles | 0 - 1     | Utrecht          | Adelaarshorst            | 28 de enero | 18:30    |          |
| Heracles Almelo | 1 - 2     | PSV Eindhoven    | Polman Stadion           | 28 de enero | 19:45    |          |
| Roda JC         | 4 - 0     | Excelsior        | Parkstad Limburg Stadion | 28 de enero | 19:45    |          |
| Heerenveen      | 0 - 0     | Groningen        | Abe Lenstra Stadion      | 29 de enero | 12:30    |          |
| Vitesse         | 2 - 1     | AZ Alkmaar       | Gelredome                | 29 de enero | 14:30    |          |
| Ajax            | 3 - 0     | ADO Den Haag     | Amsterdam ArenA          | 29 de enero | 14:30    |          |
| PEC Zwolle      | 1 - 2     | Twente           | IJsseldelta Stadion      | 29 de enero | 14:30    |          |
| Feyenoord       | 4 - 0     | NEC Nijmegen     | De Kuip                  | 29 de enero | 16:45    |          |

| Fecha 21         | Fecha 21  | Fecha 21        | Fecha 21                 | Fecha 21     | Fecha 21 | Fecha 21 |
| Local            | Resultado | Visitante       | Estadio                  | Fecha        | Hora     |          |
| ---------------- | --------- | --------------- | ------------------------ | ------------ | -------- | -------- |
| ADO Den Haag     | 0 - 2     | Vitesse         | Kyocera Stadion          | 3 de febrero | 20:00    |          |
| NEC Nijmegen     | 1 - 2     | Go Ahead Eagles | Goffert Stadion          | 4 de febrero | 18:30    |          |
| AZ Alkmaar       | 2 - 4     | PSV Eindhoven   | AFAS Stadion             | 4 de febrero | 19:45    |          |
| Willem II        | 1 - 3     | Heracles Almelo | Willem II Stadion        | 4 de febrero | 19:45    |          |
| Groningen        | 1 - 1     | Excelsior       | Euroborg                 | 4 de febrero | 20:45    |          |
| Roda JC          | 0 - 2     | Ajax            | Parkstad Limburg Stadion | 5 de febrero | 12:30    |          |
| Twente           | 0 - 2     | Feyenoord       | De Grolsch Veste         | 5 de febrero | 14:30    |          |
| Sparta Rotterdam | 2 - 3     | PEC Zwolle      | Het Kasteel              | 5 de febrero | 14:30    |          |
| Utrecht          | 1 - 0     | Heerenveen      | Galgenwaard Stadion      | 5 de febrero | 16:45    |          |

| Fecha 22        | Fecha 22  | Fecha 22         | Fecha 22            | Fecha 22      | Fecha 22 | Fecha 22 |
| Local           | Resultado | Visitante        | Estadio             | Fecha         | Hora     |          |
| --------------- | --------- | ---------------- | ------------------- | ------------- | -------- | -------- |
| PEC Zwolle      | 2 - 0     | NEC Nijmegen     | IJsseldelta Stadion | 10 de febrero | 20:00    |          |
| Heracles Almelo | 2 - 2     | Roda JC          | Polman Stadion      | 11 de febrero | 18:30    |          |
| Feyenoord       | 2 - 0     | Groningen        | De Kuip             | 11 de febrero | 19:45    |          |
| Go Ahead Eagles | 3 - 1     | ADO Den Haag     | Adelaarshorst       | 11 de febrero | 19:45    |          |
| Vitesse         | 0 - 2     | Willem II        | Gelredome           | 11 de febrero | 20:45    |          |
| Excelsior       | 1 - 1     | Twente           | Woudestein Stadion  | 12 de febrero | 12:30    |          |
| Ajax            | 2 - 0     | Sparta Rotterdam | Amsterdam ArenA     | 12 de febrero | 14:30    |          |
| Heerenveen      | 1 - 2     | AZ Alkmaar       | Abe Lenstra Stadion | 12 de febrero | 14:30    |          |
| PSV Eindhoven   | 3 - 0     | Utrecht          | Philips Stadion     | 12 de febrero | 16:45    |          |

| Fecha 23         | Fecha 23  | Fecha 23        | Fecha 23                 | Fecha 23      | Fecha 23 | Fecha 23 |
| Local            | Resultado | Visitante       | Estadio                  | Fecha         | Hora     |          |
| ---------------- | --------- | --------------- | ------------------------ | ------------- | -------- | -------- |
| Roda JC          | 1 - 0     | Go Ahead Eagles | Parkstad Limburg Stadion | 17 de febrero | 20:00    |          |
| Twente           | 1 - 0     | Heerenveen      | De Grolsch Veste         | 18 de febrero | 18:30    |          |
| PSV Eindhoven    | 3 - 1     | NEC Nijmegen    | Philips Stadion          | 18 de febrero | 19:45    |          |
| Heracles Almelo  | 4 - 0     | Excelsior       | Polman Stadion           | 18 de febrero | 19:45    |          |
| Utrecht          | 3 - 1     | PEC Zwolle      | Galgenwaard Stadion      | 18 de febrero | 20:45    |          |
| Willem II        | 1 - 1     | AZ Alkmaar      | Willem II Stadion        | 19 de febrero | 12:30    |          |
| Vitesse          | 0 - 1     | Ajax            | Gelredome                | 19 de febrero | 14:30    |          |
| Sparta Rotterdam | 2 - 2     | Groningen       | Het Kasteel              | 19 de febrero | 14:30    |          |
| ADO Den Haag     | 0 - 1     | Feyenoord       | Kyocera Stadion          | 19 de febrero | 16:45    |          |

| Fecha 24        | Fecha 24  | Fecha 24         | Fecha 24            | Fecha 24      | Fecha 24 | Fecha 24 |
| Local           | Resultado | Visitante        | Estadio             | Fecha         | Hora     |          |
| --------------- | --------- | ---------------- | ------------------- | ------------- | -------- | -------- |
| ADO Den Haag    | 1 - 1     | Twente           | Kyocera Stadion     | 24 de febrero | 20:00    |          |
| Groningen       | 2 - 3     | Utrecht          | Euroborg            | 25 de febrero | 18:30    |          |
| Excelsior       | 0 - 2     | Willem II        | Woudestein Stadion  | 25 de febrero | 19:45    |          |
| NEC Nijmegen    | 0 - 1     | Sparta Rotterdam | Goffert Stadion     | 25 de febrero | 19:45    |          |
| Heerenveen      | 3 - 0     | Roda JC          | Abe Lenstra Stadion | 25 de febrero | 20:45    |          |
| Go Ahead Eagles | 1 - 3     | Vitesse          | Adelaarshorst       | 26 de febrero | 12:30    |          |
| AZ Alkmaar      | 1 - 1     | PEC Zwolle       | AFAS Stadion        | 26 de febrero | 14:30    |          |
| Feyenoord       | 2 - 1     | PSV Eindhoven    | De Kuip             | 26 de febrero | 14:30    |          |
| Ajax            | 4 - 1     | Heracles Almelo  | Amsterdam ArenA     | 26 de febrero | 16:45    |          |

| Fecha 25         | Fecha 25  | Fecha 25        | Fecha 25            | Fecha 25   | Fecha 25 | Fecha 25 |
| Local            | Resultado | Visitante       | Estadio             | Fecha      | Hora     |          |
| ---------------- | --------- | --------------- | ------------------- | ---------- | -------- | -------- |
| Heerenveen       | 2 - 2     | Go Ahead Eagles | Abe Lenstra Stadion | 3 de marzo | 20:00    |          |
| Twente           | 2 - 1     | Willem II       | De Grolsch Veste    | 4 de marzo | 18:30    |          |
| PSV Eindhoven    | 4 - 0     | Roda JC         | Philips Stadion     | 4 de marzo | 19:45    |          |
| PEC Zwolle       | 3 - 1     | Vitesse         | IJsseldelta Stadion | 4 de marzo | 20:45    |          |
| Sparta Rotterdam | 1 - 0     | Feyenoord       | Het Kasteel         | 5 de marzo | 12:30    |          |
| AZ Alkmaar       | 1 - 1     | Excelsior       | AFAS Stadion        | 5 de marzo | 12:30    |          |
| Groningen        | 1 - 1     | Ajax            | Euroborg            | 5 de marzo | 14:30    |          |
| Utrecht          | 1 - 1     | ADO Den Haag    | Galgenwaard Stadion | 5 de marzo | 14:30    |          |
| NEC Nijmegen     | 3 - 1     | Heracles Almelo | Goffert Stadion     | 5 de marzo | 16:45    |          |

| Fecha 26        | Fecha 26  | Fecha 26         | Fecha 26                 | Fecha 26    | Fecha 26 | Fecha 26 |
| Local           | Resultado | Visitante        | Estadio                  | Fecha       | Hora     |          |
| --------------- | --------- | ---------------- | ------------------------ | ----------- | -------- | -------- |
| Vitesse         | 5 - 0     | Sparta Rotterdam | Gelredome                | 10 de marzo | 20:00    |          |
| ADO Den Haag    | 1 - 0     | NEC Nijmegen     | Kyocera Stadion          | 11 de marzo | 18:30    |          |
| Go Ahead Eagles | 1 - 3     | PSV Eindhoven    | Adelaarshorst            | 11 de marzo | 19:45    |          |
| Heracles Almelo | 2 - 1     | Utrecht          | Polman Stadions          | 11 de marzo | 19:45    |          |
| Excelsior       | 4 - 1     | Heerenveen       | Woudestein Stadion       | 11 de marzo | 20:45    |          |
| Willem II       | 2 - 0     | PEC Zwolle       | Willem II Stadion        | 12 de marzo | 12:30    |          |
| Roda JC         | 3 - 1     | Groningen        | Parkstad Limburg Stadion | 12 de marzo | 14:30    |          |
| Feyenoord       | 5 - 2     | AZ Alkmaar       | De Kuip                  | 12 de marzo | 14:30    |          |
| Ajax            | 3 - 0     | Twente           | Amsterdam ArenA          | 12 de marzo | 16:45    |          |

| Fecha 27         | Fecha 27  | Fecha 27        | Fecha 27                 | Fecha 27    | Fecha 27 | Fecha 27 |
| Local            | Resultado | Visitante       | Estadio                  | Fecha       | Hora     |          |
| ---------------- | --------- | --------------- | ------------------------ | ----------- | -------- | -------- |
| Roda JC          | 0 - 3     | Twente          | Parkstad Limburg Stadion | 17 de marzo | 20:00    |          |
| Groningen        | 1 - 1     | Willem II       | Euroborg                 | 18 de marzo | 18:30    |          |
| PSV Eindhoven    | 1 - 0     | Vitesse         | Philips Stadion          | 18 de marzo | 19:45    |          |
| NEC Nijmegen     | 0 - 3     | Utrecht         | Goffert Stadion          | 18 de marzo | 19:45    |          |
| Sparta Rotterdam | 3 - 1     | Heracles Almelo | Het Kasteel              | 18 de marzo | 20:45    |          |
| Heerenveen       | 1 - 2     | Feyenoord       | Abe Lenstra Stadion      | 19 de marzo | 12:30    |          |
| Excelsior        | 1 - 1     | Ajax            | Woudestein Stadion       | 19 de marzo | 14:30    |          |
| Go Ahead Eagles  | 1 - 3     | PEC Zwolle      | Adelaarshorst            | 19 de marzo | 14:30    |          |
| AZ Alkmaar       | 4 - 0     | ADO Den Haag    | AFAS Stadion             | 19 de marzo | 16:45    |          |

| Fecha 28         | Fecha 28  | Fecha 28        | Fecha 28            | Fecha 28   | Fecha 28 | Fecha 28 |
| Local            | Resultado | Visitante       | Estadio             | Fecha      | Hora     |          |
| ---------------- | --------- | --------------- | ------------------- | ---------- | -------- | -------- |
| AZ Alkmaar       | 0 - 0     | Groningen       | AFAS Stadion        | 1 de abril | 18:30    |          |
| PEC Zwolle       | 1 - 1     | Excelsior       | IJsseldelta Stadion | 1 de abril | 18:30    |          |
| Sparta Rotterdam | 0 - 2     | PSV Eindhoven   | Het Kasteel         | 1 de abril | 19:45    |          |
| Utrecht          | 2 - 0     | Willem II       | Galgenwaard Stadion | 1 de abril | 20:45    |          |
| Heracles Almelo  | 4 - 1     | Heerenveen      | Polman Stadions     | 1 de abril | 20:45    |          |
| Vitesse          | 2 - 1     | NEC Nijmegen    | Gelredome           | 2 de abril | 12:30    |          |
| Ajax             | 2 - 1     | Feyenoord       | Amsterdam ArenA     | 2 de abril | 14:30    |          |
| ADO Den Haag     | 4 - 1     | Roda JC         | Kyocera Stadion     | 2 de abril | 14:30    |          |
| Twente           | 1 - 2     | Go Ahead Eagles | De Grolsch Veste    | 2 de abril | 16:45    |          |

| Fecha 29        | Fecha 29  | Fecha 29                    | Fecha 29                 | Fecha 29   | Fecha 29 | Fecha 29 |
| Local           | Resultado | Visitante                   | Estadio                  | Fecha      | Hora     |          |
| --------------- | --------- | --------------------------- | ------------------------ | ---------- | -------- | -------- |
| Excelsior       | 1 - 3     | Utrecht                     | Woudestein Stadion       | 4 de abril | 18:30    |          |
| Heerenveen      | 3 - 0     | Sparta RotterdamHet Kasteel | Abe Lenstra Stadion      | 4 de abril | 20:45    |          |
| Heracles Almelo | 0 - 1     | Vitesse                     | Polman Stadions          | 5 de abril | 18:30    |          |
| Groningen       | 2 - 0     | NEC Nijmegen                | Euroborg                 | 5 de abril | 19:45    |          |
| Ajax            | 4 - 1     | AZ Alkmaar                  | Amsterdam ArenA          | 5 de abril | 20:00    |          |
| Feyenoord       | 8 - 0     | Go Ahead Eagles             | De Kuip                  | 5 de abril | 20:00    |          |
| Willem II       | 1 - 2     | ADO Den Haag                | Willem II Stadion        | 5 de abril | 20:00    |          |
| Roda JC         | 2 - 1     | PEC Zwolle                  | Parkstad Limburg Stadion | 6 de abril | 18:30    |          |
| Twente          | 2 - 2     | PSV Eindhoven               | De Grolsch Veste         | 6 de abril | 20:45    |          |

| Fecha 30         | Fecha 30  | Fecha 30        | Fecha 30            | Fecha 30   | Fecha 30 | Fecha 30 |
| Local            | Resultado | Visitante       | Estadio             | Fecha      | Hora     |          |
| ---------------- | --------- | --------------- | ------------------- | ---------- | -------- | -------- |
| Sparta Rotterdam | 2 - 3     | Excelsior       | Het Kasteel         | 7 de abril | 20:00    |          |
| Vitesse          | 4 - 2     | Heerenveen      | Gelredome           | 8 de abril | 18:30    |          |
| ADO Den Haag     | 4 - 3     | Groningen       | Kyocera Stadion     | 8 de abril | 19:45    |          |
| NEC Nijmegen     | 1 - 5     | Ajax            | Goffert Stadion     | 8 de abril | 19:45    |          |
| Go Ahead Eagles  | 1 - 4     | Heracles Almelo | Adelaarshorst       | 8 de abril | 20:45    |          |
| AZ Alkmaar       | 1 - 1     | Roda JC         | AFAS Stadion        | 9 de abril | 12:30    |          |
| PEC Zwolle       | 2 - 2     | Feyenoord       | IJsseldelta Stadion | 9 de abril | 14:30    |          |
| Utrecht          | 3 - 0     | Twente          | Galgenwaard Stadion | 9 de abril | 14:30    |          |
| PSV Eindhoven    | 5 - 0     | Willem II       | Philips Stadion     | 9 de abril | 16:45    |          |

| Fecha 31        | Fecha 31  | Fecha 31         | Fecha 31                 | Fecha 31    | Fecha 31 | Fecha 31 |
| Local           | Resultado | Visitante        | Estadio                  | Fecha       | Hora     |          |
| --------------- | --------- | ---------------- | ------------------------ | ----------- | -------- | -------- |
| Heracles Almelo | 1 - 2     | AZ Alkmaar       | Polman Stadions          | 14 de abril | 20:00    |          |
| Roda JC         | 3 - 1     | Sparta Rotterdam | Parkstad Limburg Stadion | 15 de abril | 18:30    |          |
| Excelsior       | 1 - 0     | Vitesse          | Woudestein Stadion       | 15 de abril | 19:45    |          |
| ADO Den Haag    | 1 - 1     | PSV Eindhoven    | Kyocera Stadion          | 15 de abril | 19:45    |          |
| Twente          | 3 - 0     | NEC Nijmegen     | De Grolsch Veste         | 15 de abril | 20:45    |          |
| Willem II       | 2 - 0     | Go Ahead Eagles  | Willem II Stadion        | 16 de abril | 12:30    |          |
| Groningen       | 5 - 1     | PEC Zwolle       | Euroborg                 | 16 de abril | 14:30    |          |
| Feyenoord       | 2 - 0     | Utrecht          | De Kuip                  | 16 de abril | 14:30    |          |
| Ajax            | 5 - 1     | Heerenveen       | Amsterdam ArenA          | 16 de abril | 16:45    |          |

| Fecha 32         | Fecha 32  | Fecha 32        | Fecha 32             | Fecha 32    | Fecha 32 | Fecha 32 |
| Local            | Resultado | Visitante       | Estadio              | Fecha       | Hora     |          |
| ---------------- | --------- | --------------- | -------------------- | ----------- | -------- | -------- |
| Heerenveen       | 1 - 0     | Willem II       | Abe Lenstra Stadion  | 21 de abril | 20:00    |          |
| NEC Nijmegen     | 0 - 1     | Excelsior       | Goffert Stadion      | 22 de abril | 18:30    |          |
| AZ Alkmaar       | 2 - 1     | Twente          | AFAS Stadion         | 22 de abril | 19:45    |          |
| PEC Zwolle       | 1 - 2     | Heracles Almelo | IJsseldelta Stadion  | 22 de abril | 19:45    |          |
| Go Ahead Eagles  | 2 - 3     | Groningen       | Adelaarshorst        | 22 de abril | 20:45    |          |
| Utrecht          | 1 - 0     | Roda JC         | GEstadio Galgenwaard | 23 de abril | 12:30    |          |
| Sparta Rotterdam | 0 - 1     | ADO Den Haag    | Het Kasteel          | 23 de abril | 14:30    |          |
| Vitesse          | 0 - 2     | Feyenoord       | Gelredome            | 23 de abril | 14:30    |          |
| PSV Eindhoven    | 1 - 0     | Ajax            | Philips Stadion      | 23 de abril | 16:45    |          |

| Fecha 33         | Fecha 33  | Fecha 33        | Fecha 33                 | Fecha 33  | Fecha 33 | Fecha 33 |
| Local            | Resultado | Visitante       | Estadio                  | Fecha     | Hora     |          |
| ---------------- | --------- | --------------- | ------------------------ | --------- | -------- | -------- |
| Ajax             | 4 - 0     | Go Ahead Eagles | Amsterdam ArenA          | 7 de mayo | 14:30    |          |
| Excelsior        | 3 - 0     | Feyenoord       | Woudestein Stadion       | 7 de mayo | 14:30    |          |
| Groningen        | 1 - 1     | PSV Eindhoven   | Euroborg                 | 7 de mayo | 14:30    |          |
| Roda JC          | 1 - 0     | Willem II       | Parkstad Limburg Stadion | 7 de mayo | 14:30    |          |
| Utrecht          | 1 - 0     | Vitesse         | Galgenwaard Stadion      | 7 de mayo | 14:30    |          |
| Heracles Almelo  | 4 - 0     | ADO Den Haag    | Polman Stadions          | 7 de mayo | 14:30    |          |
| NEC Nijmegen     | 2 - 1     | AZ Alkmaar      | Goffert Stadion          | 7 de mayo | 14:30    |          |
| PEC Zwolle       | 2 - 1     | Heerenveen      | IJsseldelta Stadion      | 7 de mayo | 14:30    |          |
| Sparta Rotterdam | 1 - 0     | Twente          | Het Kasteel              | 7 de mayo | 14:30    |          |

| Fecha 34        | Fecha 34  | Fecha 34         | Fecha 34            | Fecha 34   | Fecha 34 | Fecha 34 |
| Local           | Resultado | Visitante        | Estadio             | Fecha      | Hora     |          |
| --------------- | --------- | ---------------- | ------------------- | ---------- | -------- | -------- |
| ADO Den Haag    | 4 - 1     | Excelsior        | Kyocera Stadion     | 14 de mayo | 14:30    |          |
| AZ Alkmaar      | 2 - 3     | Utrecht          | AFAS Stadion        | 14 de mayo | 14:30    |          |
| Feyenoord (C)   | 3 - 1     | Heracles Almelo  | De Kuip             | 14 de mayo | 14:30    |          |
| Go Ahead Eagles | 1 - 3     | Sparta Rotterdam | Adelaarshorst       | 14 de mayo | 14:30    |          |
| Heerenveen      | 0 - 2     | NEC Nijmegen     | Abe Lenstra Stadion | 14 de mayo | 14:30    |          |
| Willem II       | 1 - 3     | Ajax             | Willem II Stadion   | 14 de mayo | 14:30    |          |
| PSV Eindhoven   | 4 - 1     | PEC Zwolle       | Philips Stadion     | 14 de mayo | 14:30    |          |
| Vitesse         | 3 - 0     | Roda JC          | Gelredome           | 14 de mayo | 14:30    |          |
| Twente          | 3 - 5     | Groningen        | De Grolsch Veste    | 14 de mayo | 14:30    |          |

|                                        |
| Campeón Feyenoord Rotterdam 10º título |

## Estadísticas
| Jugador                                  | Equipo              | Goles | Partidos | Promedio |
| ---------------------------------------- | ------------------- | ----- | -------- | -------- |
| Nicolai Jørgensen                        | Feyenoord           | 21    | 32       | 0.66     |
| Ricky van Wolfswinkel                    | Vitesse             | 20    | 32       | 0.63     |
| Samuel Armenteros                        | Heracles Almelo     | 19    | 29       | 0.66     |
| Reza Ghoochannejhad                      | Heerenveen          | 19    | 34       | 0.56     |
| Enes Ünal                                | Twente              | 18    | 32       | 0.56     |
| Mimoun Mahi                              | Groningen           | 17    | 32       | 0.53     |
| Kasper Dolberg                           | Ajax Ámsterdam      | 16    | 29       | 0.55     |
| Davy Klaassen                            | Ajax Ámsterdam      | 14    | 33       | 0.42     |
| Jens Toornstra                           | Feyenoord Rotterdam | 14    | 34       | 0.41     |
| Wout Weghorst                            | AZ Alkmaar          | 13    | 29       | 0.45     |
| Sébastien Haller                         | Utrecht             | 13    | 32       | 0.41     |
| Última actualización: 14 de mayo de 2017 |                     |       |          |          |

| Jugador                                 | Equipo                  | Asistencias | Partidos |
| --------------------------------------- | ----------------------- | ----------- | -------- |
| Hakim Ziyech                            | Ajax Ámsterdam / Twente | 12          | 28       |
| Sam Larsson                             | Heerenveen              | 11          | 30       |
| Nicolai Jørgensen                       | Feyenoord               | 11          | 31       |
| Andrés Guardado                         | PSV Eindhoven           | 9           | 26       |
| Milot Rashica                           | Vitesse                 | 9           | 32       |
| Davy Klaassen                           | Ajax Ámsterdam          | 9           | 32       |
| Jens Toornstra                          | Feyenoord               | 9           | 33       |
| Alireza Jahanbakhsh                     | AZ Alkmaar              | 8           | 28       |
| Eljero Elia                             | Feyenoord               | 7           | 23       |
| Luuk de Jong                            | PSV Eindhoven           | 7           | 32       |
| Davy Pröpper                            | PSV Eindhoven           | 7           | 33       |
| Última actualización: 7 de mayo de 2017 |                         |             |          |

## Datos y más estadísticas

### Récords de goles
- Primer gol de la temporada: Anotado por Queensy Menig, para el PEC Zwolle contra el NEC Nijmegen (5 de agosto de 2016).
- Último gol de la temporada: Anotado por Lewis Baker, para el Vitesse contra el Roda JC (14 de mayo de 2017).
- Gol más rápido: Anotado en el minuto 1 por Dirk Kuyt en el Feyenoord 3 - 1 Heracles Almelo (14 de mayo de 2017).
- Gol más cercano al final del encuentro:

#### Tripletas o pókers
Aquí se encuentra la lista de tripletas o hat-tricks y póker de goles (en general, tres o más goles anotados por un jugador en un mismo encuentro) convertidos en la temporada.
| Fecha      | Jugador               | Goles               | Local          | Resultado | Visitante       | Jornada    |
| ---------- | --------------------- | ------------------- | -------------- | --------- | --------------- | ---------- |
| 7/8/2016   | Eljero Elia           | 36' · 45' · 56'     | Groningen      | 0 - 5     | Feyenoord       | Jornada 1  |
| 21/8/2016  | Enes Ünal             | 23' · 36' · 39'     | Groningen      | 3 - 4     | Twente          | Jornada 3  |
| 20/11/2016 | Kasper Dolberg        | 19' · 24' · 37'     | Ajax Ámsterdam | 5 - 0     | NEC Nijmegen    | Jornada 13 |
| 22/1/2017  | Reza Ghoochannejhad   | 5' · 54' · 80'      | PSV Eindhoven  | 4 - 3     | Heerenveen      | Jornada 19 |
| 12/3/2017  | Nicolai Jørgensen     | 11' · 80' (p) · 82' | Feyenoord      | 5 - 2     | AZ Alkmaar      | Jornada 26 |
| 5/4/2017   | Jens Toornstra        | 9' · 41' · 90'      | Feyenoord      | 8 - 0     | Go Ahead Eagles | Jornada 29 |
| 8/4/2017   | Ricky van Wolfswinkel | 14' · 70' · 75'     | Vitesse        | 4 - 2     | Heerenveen      | Jornada 30 |
| 14/5/2017  | Dirk Kuyt             | 1' · 12' · 84' (p)  | Feyenoord      | 3 - 1     | Heracles Almelo | Jornada 34 |

## Play-offs

### Play-off para Liga Europea
| Heerenveen                                      | 1 - 3 | Utrecht    | Abe Lenstra Stadion | 17 de mayo | 18:30 |
| Utrecht                                         | 2 - 1 | Heerenveen | Estadio Galgenwaard | 20 de mayo | 18:30 |
| Utrecht avanza con un marcador global de 5 - 2. |       |            |                     |            |       |

| Groningen                                          | 1 - 4 | AZ Alkmaar | Euroborg     | 17 de mayo | 20:45 |
| AZ Alkmaar                                         | 4 - 1 | Groningen  | AFAS Stadion | 20 de mayo | 20:45 |
| AZ Alkmaar avanza con un marcador global de 8 - 2. |       |            |              |            |       |

| AZ Alkmaar | 3 - 0          | Utrecht    | AFAS Stadion        | 25 de mayo | 20:45 |
| Utrecht | 3 - 0 (4:3 p.) | AZ Alkmaar | Estadio Galgenwaard | 28 de mayo | 12:30 |
| Utrecht Clasifica a la Segunda ronda previa de la Liga Europa de la UEFA 2017-18 al ganar por 4 - 3 en la ronda de los penales, al igualar en el marcador global por 3 - 3. |                |            |                     |            |       |

### Descenso

#### Primera Ronda
| Helmond Sport                                         | 4 - 2 | Almere City   | Stadion De Braak            | 8 de mayo  | 20:00 |
| Almere City                                           | 0 - 2 | Helmond Sport | Mitsubishi Forklift Stadion | 12 de mayo | 20:45 |
| Helmond Sport avanza con un marcador global de 6 - 2. |       |               |                             |            |       |

| RKC Waalwijk                                     | 1 - 5 | FC Emmen     | Mandemakers Stadion | 8 de mayo  | 20:00 |
| FC Emmen                                         | 0 - 1 | RKC Waalwijk | De JENS Vesting     | 12 de mayo | 18:30 |
| FC Emmen avanza con un marcador global de 5 - 2. |       |              |                     |            |       |

#### Segunda Ronda
| Helmond Sport                                   | 0 - 1 | Roda JC       | Stadion De Braak         | 18 de mayo | 18:30 |
| Roda JC                                         | 1 - 1 | Helmond Sport | Parkstad Limburg Stadion | 21 de mayo | 12:30 |
| Roda JC avanza con un marcador global de 2 - 1. |       |               |                          |            |       |

| MVV Maastricht                                         | 1 - 1 | SC Cambuur     | Geusselt (stadion) | 18 de mayo | 19:45 |
| SC Cambuur                                             | 1 - 2 | MVV Maastricht | Cambuurstadion     | 21 de mayo | 14:30 |
| MVV Maastricht avanza con un marcador global de 3 - 2. |       |                |                    |            |       |

| FC Volendam                                       | 2 - 2 | NAC Breda   | Kras Stadion        | 18 de mayo | 19:45 |
| NAC Breda                                         | 2 - 0 | FC Volendam | Estadio Rat Verlegh | 21 de mayo | 14:30 |
| NAC Breda avanza con un marcador global de 4 - 2. |       |             |                     |            |       |

| FC Emmen                                             | 1 - 3 | NEC Nijmegen | De JENS Vesting | 18 de mayo | 20:45 |
| NEC Nijmegen                                         | 1 - 0 | FC Emmen     | Goffert Stadion | 21 de mayo | 16:45 |
| NEC Nijmegen avanza con un marcador global de 4 - 1. |       |              |                 |            |       |

#### Finales
Los ganadores de la segunda ronda se enfrentarán para definir si asciende uno, dos o ningún equipo.
| MVV Maastricht                                                      | 0 - 0 | Roda JC        | Geusselt (stadion)       | 25 de mayo | 19:45 |
| Roda JC                                                             | 1 - 0 | MVV Maastricht | Parkstad Limburg Stadion | 28 de mayo | 14:30 |
| Roda JC permanece en la Eredivisie con un marcador global de 1 - 0. |       |                |                          |            |       |

| NAC Breda                                                        | 1 - 0 | NEC Nijmegen | Estadio Rat Verlegh | 25 de mayo | 18:30 |
| NEC Nijmegen                                                     | 1 - 4 | NAC Breda    | Goffert Stadion     | 28 de mayo | 16:45 |
| NAC Breda asciende a Eredivisie con un marcador global de 5 - 1. |       |              |                     |            |       |